# 2709 Sagan
2709 Sagan è un asteroide della fascia principale. Scoperto nel 1982, presenta un'orbita caratterizzata da un semiasse maggiore pari a 2,1957021 au e da un'eccentricità di 0,0689609, inclinata di 2,73284° rispetto all'eclittica.
L'asteroide è dedicato a Carl Sagan.